# Macrofamilia azteco-tanoana
La hipótesis azteco-tanoana es una propuesta de parentesco distante entre las lenguas uto-aztecas y las lenguas kiowa-tanoanas. 
En algunas propuestas se incluye también dentro de esta familia a las lenguas keres y a la lengua zuñi, aunque las pruebas a favor de esta última inclusión son más dudosas.

## Historia
La hipótesis azteco-tanoana se remonta a las clasificaciones de 1921 y 1929 de Edward Sapir. Posteriormente, Trager y Whorf (1937) dieron una lista de 102 posibles cognados, aunque la revisión de Newman (1954) consideró esas pruebas como prometedoras pero no concluyentes. Miller (1959), uno de los principales contribuidores a la reconstrucción del proto-utoazteca encontró problemas en la lista de Trager y Whorff. Davis (1989) demostró que las coincidencias de la lista de Trager y Whorf se reducían básicamente a una sola sílaba, y consideró como posibles cognados solo 52 de los términos. Finalmente Lyle Campbell (1997) señala la excesiva amplitud semántica en la lista propuesta de cognados, y es escéptico en cuanto a la posibilidad de demostrar la relación a partir de las pruebas disponibles; señala además el contacto lingüístico como causa de similitudes superficiales.

## Pruebas
Las pruebas a favor de esta hipótesis son pequeñas, y no se han establecido correspondencias fonéticas regulares extensivas que permitan una aplicación sistemática del método comparativo y hasta el momento las similitudes encontradas son limitadas.
La siguiente tabla muestra algunas similitudes superficiales entre el proto-kiowa-tano y el proto-uto-azteca:
| GLOSA  | proto- KT | proto- UA | proto- keres | Zuñi   |
| ------ | --------- | --------- | ------------ | ------ |
| 'yo'   | *na-      | *ni-      |              | ho-    |
| 'tú'   | *ʔim-     | *im-      |              | to-    |
| 'dos'  | *wi-      | *wo- *wa- | *dyu-        | kwilli |
| 'tres' | *payo     | *pahi     | *chami       | hai    |
| 'agua' | *p'a-     | *pā       |              |        |
KT: Kiowa-tanoano
UA: Uto-azteca
Algunos ejemplos de formas léxicas comparadas en kiowa, en tewa y en proto-utoazteca.
| GLOSA    | Kiowa-Tanoano | Kiowa-Tanoano | Kiowa-Tanoano | Kiowa-Tanoano | proto-UA    |
| GLOSA    | Kiowa         | Tewa          | Tigua         | proto-KT      | proto-UA    |
| -------- | ------------- | ------------- | ------------- | ------------- | ----------- |
| 'uno'    | pa            | wî'           | wännan        | *pɨmˀa        | *sɨm-       |
| 'dos'    | yi            | wíyeh         | wi'i nn       | *wiʦʰi        | *woho-~ *wō |
| 'tres'   | pa'o          | poeyeh        | payua         | *payuwo       | *paha-yo    |
| 'cuatro' | yige          | yôenu         |               | *wian-        | *nā-woho-   |
| 'cinco'  | ant'a         | p'ą́ąnú        | p'anyua       | *pˀanto       | *mā-ko      |
| 'hombre' | ch'i          | sen           | soan          |               | *ti-/*taka  |
| 'mujer'  | ma            | kwee          |               |               | *hupi       |
| 'sol'    | pay           | than          |               |               | *ta(w)-     |
| 'luna'   | p'ahy         | p'óe          |               |               | *meya       |
| 'agua'   | t'on          | p'oe          | p'â           |               | *pā         |